# Roese (stad)
Roese (ook gespeld als Rousse of Ruse; Bulgaars: Русе; Roemeens: Ruse; Turks: Rusçuk) is een stad in Bulgarije en de hoofdstad van de gelijknamige oblast Roese. De stad is gelegen aan de Donau, bij de monding van de Roesenski Lom. Het is de grootste binnenhaven van het land en de vijfde stad naar grootte (c. 135.000 inwoners in 2020). De stad was aan het eind van de Ottomaanse tijd de voornaamste van Bulgarije (26.163 inwoners in 1880). Ze heette destijds Roestsjoek (een Turks verkleinwoord van Roese). In deze stad, die een veelheid aan nationaliteiten herbergde, werd de schrijver en Nobelprijswinnaar Elias Canetti in 1905 geboren. Het stadsbeeld van Roese is niet oriëntaals, zoals bij de meeste Bulgaarse steden, maar uitgesproken Midden-Europees. Roese is een belangrijke industriestad en heeft een universiteit (1954) en de hoogste televisietoren van de Balkan. Een brug verbindt de stad met de Roemeense kant van de Donau.

## Geschiedenis
De Romeinen hadden op de plaats van de huidige stad de nederzetting Sexaginta Prista. Voor hun komst woonden er Thracische stammen. De stad was achtereenvolgens in Byzantijnse, Bulgaarse en Turkse handen, totdat Russische troepen de stad op 8 februari 1878 van de Turken bevrijdden.
In de negentiende eeuw beleefde Roese zijn bloeitijd. Het was een belangrijk handelscentrum, dat in 1864 het bestuurscentrum werd van het Donauvilajet (Tuna Vilayeti), dat onder meer het noorden van het huidige Bulgarije besloeg. In 1866 werd hier de eerste spoorlijn van Bulgarije aangelegd (naar Varna). De stad bracht in deze eeuw bovendien de eerste Bulgaarse bank, verzekeringsmaatschappij, Kamer van Koophandel (1895) en krant (1865) voort.

## Geografie
De gemeente Roese is gelegen in het noordelijke deel van de oblast Roese. Met een oppervlakte van 570,624 km² is het de grootste van de 8 gemeenten van de oblast en beslaat 18,79% van het grondgebied van de oblast. De grenzen zijn als volgt: 
- in het noordoosten - gemeente Slivo Pole;
- in het oosten - gemeente Koebrat, oblast Razgrad;
- in het zuiden - gemeente Vetovo en gemeente Ivanovo;
- in het noordwesten - Roemenië.

## Bevolking
Bij de eerste volkstelling in 1880 telde de stad Roese 26.163 inwoners, waarmee het destijds de grootste nederzetting in het Vorstendom Bulgarije was (ter vergelijking: de hoofdstad Sofia had toen nog 20.501 inwoners). Het inwonersaantal is de daaropvolgende jaren continu gestegen. In de jaren 90 van de twintigste eeuw bereikte het aantal inwoners van de stad Roese een maximum met circa 200.000 personen. Op 31 december 2020 telde de stad Roese 135.440 inwoners. De bevolking van de stad daalt jaarlijks met c. 1.200 personen, oftewel een gemiddelde jaarlijkse krimp van 1%.
| Bevolkingsontwikkeling tussen 1880 en 2020          |
| --------------------------------------------------- |
|                                                     |
| Bron: Nationaal Statistisch Instituut van Bulgarije |

Op 31 december 2020 telde de gemeente Roese 153.833 inwoners. De gemeente Roese omvat naast de stad Roese ook de stad Marten (circa 3.800 inwoners) en twaalf nabijgelegen dorpen met in totaal 14.584 inwoners.

### Etnische samenstelling
In de eerste nationale volkstelling van 1883 telde de stad 26.156 inwoners, waarvan 11.342 Bulgaren, 10.252 Turken, 1.943 Joden, 841 Armeniërs, 476 Duitsers, 291 Grieken, 231 Vlachen, 170 Russen, 113 Serviërs en Kroaten, 79 zigeuners, 76 Hongaren, 74 Tataren, 58 Italianen, 58 Fransen, 32 Engelsen, 32 Polen en Tsjechen, 19 Perzen en de overige 69 inwoners behoorden tot kleinere etnische groeperingen.
Bulgaren vormen met 123.469 (circa 90%) mensen de grootste etnische groepering in de volkstelling van 2011. Zo'n 10.128 personen zijn etnische Turken en nog een kleiner deel behoort tot de etnische Roma/zigeuners.

### Religie
De Bulgaars-Orthodoxe Kerk is de grootste kerkgenootschap in de gemeente Roese: ongeveer 82% van de 135.560 ondervraagden behoorde tot deze geloofsgemeenschap. Ongeveer 6% van de bevolking was islamitisch en minder dan 1% was protestants. Verder is ongeveer 5% ongodsdienstig en de rest heeft geen antwoord gegeven op de optionele volkstelling van 2011.
| Religieuze samenstelling in februari 2011 | Religieuze samenstelling in februari 2011 | Religieuze samenstelling in februari 2011 | Religieuze samenstelling in februari 2011 | Religieuze samenstelling in februari 2011 |
| ----------------------------------------- | ----------------------------------------- | ----------------------------------------- | ----------------------------------------- | ----------------------------------------- |
|                                           |                                           |                                           |                                           |                                           |
| Bulgaars-Orthodoxe Kerk                   | Bulgaars-Orthodoxe Kerk                   |                                           | 82,10%                                    | 82,10%                                    |
| Katholieke Kerk                           | Katholieke Kerk                           |                                           | 0,56%                                     | 0,56%                                     |
| Protestantisme                            | Protestantisme                            |                                           | 0,88%                                     | 0,88%                                     |
| Islam                                     | Islam                                     |                                           | 5,74%                                     | 5,74%                                     |
| Geen                                      | Geen                                      |                                           | 4,54%                                     | 4,54%                                     |
| Anders/ Onbekend                          | Anders/ Onbekend                          |                                           | 6,18%                                     | 6,18%                                     |

## Cultuur

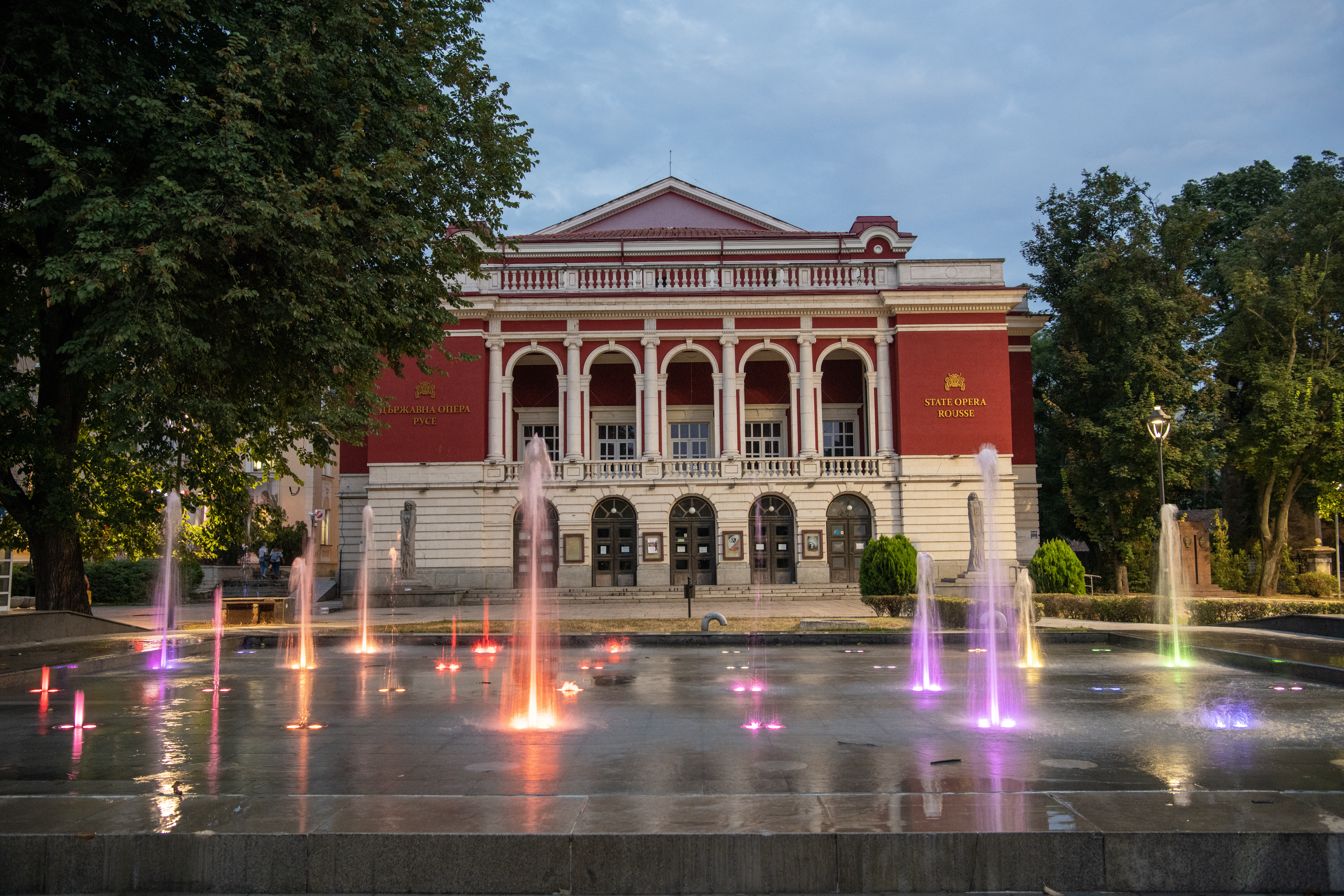
Staatsopera van Roese

Roese heeft een symfonieorkest en een operagezelschap (sinds 1914, staatsopera sinds 1949), die regelmatig buiten Bulgarije optreden. In maart vindt er een internationaal muziekfestival plaats.

## Verkeer
Een brug voor trein- en wegverkeer (twee verdiepingen) verbindt de stad met Giurgiu aan de Roemeense kant van de Donau. Deze Donaubrug, genaamd Most na druzjbata (brug van de vriendschap/Podul Prieţeniei)  werd tussen 1952 en 1954 gebouwd, op initiatief van Stalin. De brug is 2224 m lang en verkeert in slechte staat. Het was de enige brug tussen beide landen, totdat in juni 2013 bij Vidin de Nieuw Europa Brug werd opengesteld.
De oudste spoorlijn van Bulgarije verbindt sinds 1866 de Donauhaven van Roese met de Zwarte Zeehaven van Varna. Sinds 1900 is Roese tevens het eindpunt van de Trans-Balkanlijn. Via Gorna Orjachovitsa is er langs deze spoorlijn aansluiting op de rest van het Bulgaarse spoorwegnet. De spoorverbinding met Giurgiu volgde in 1954. In Roese bevindt zich een spoorwegmuseum.
Het vliegveld van Roese bevindt zich bij het 17 km zuidoostelijker gelegen Sjtraklevo, maar is thans niet in gebruik.

## Gemeentelijke kernen

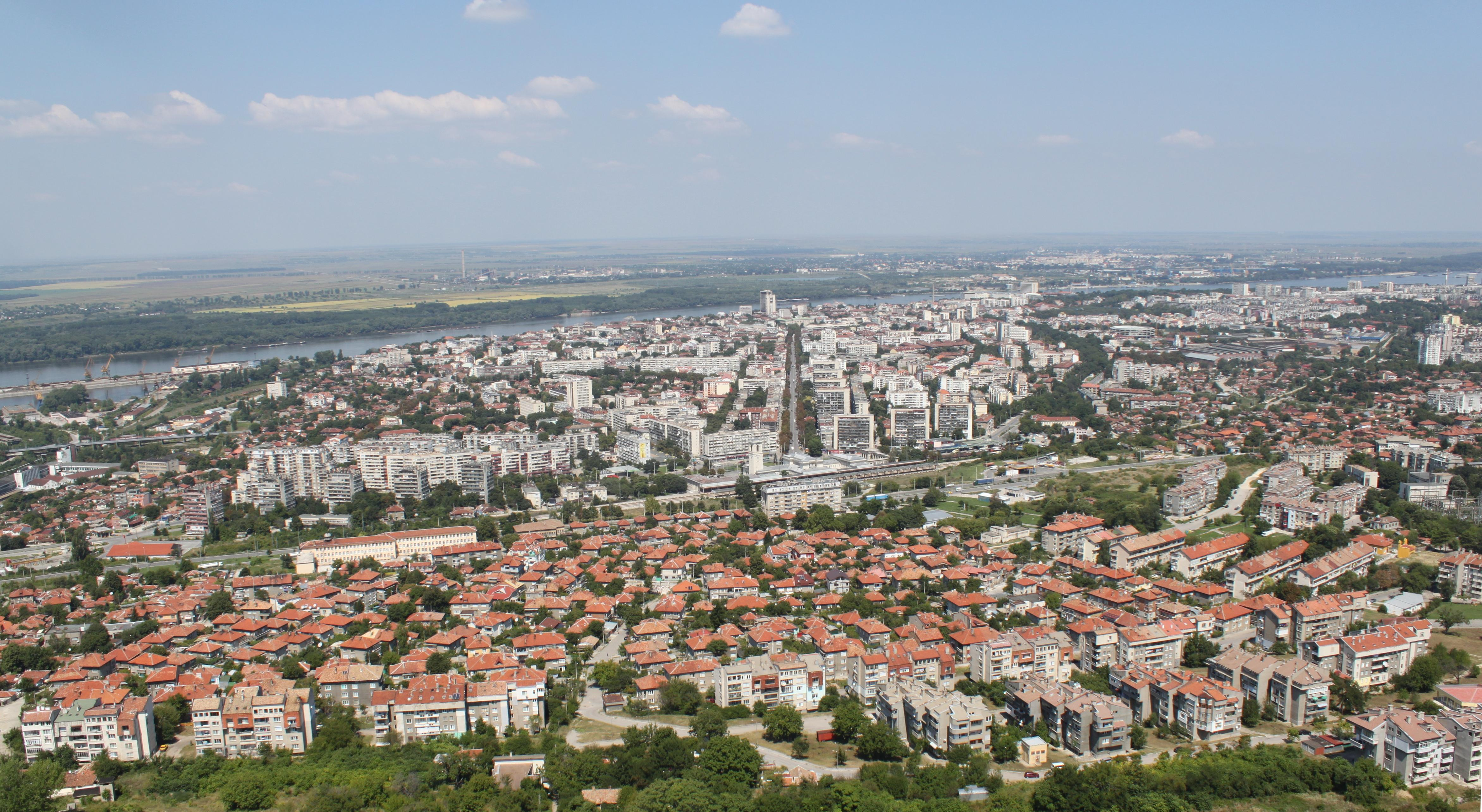
Uitzicht op Roese vanaf de Donau

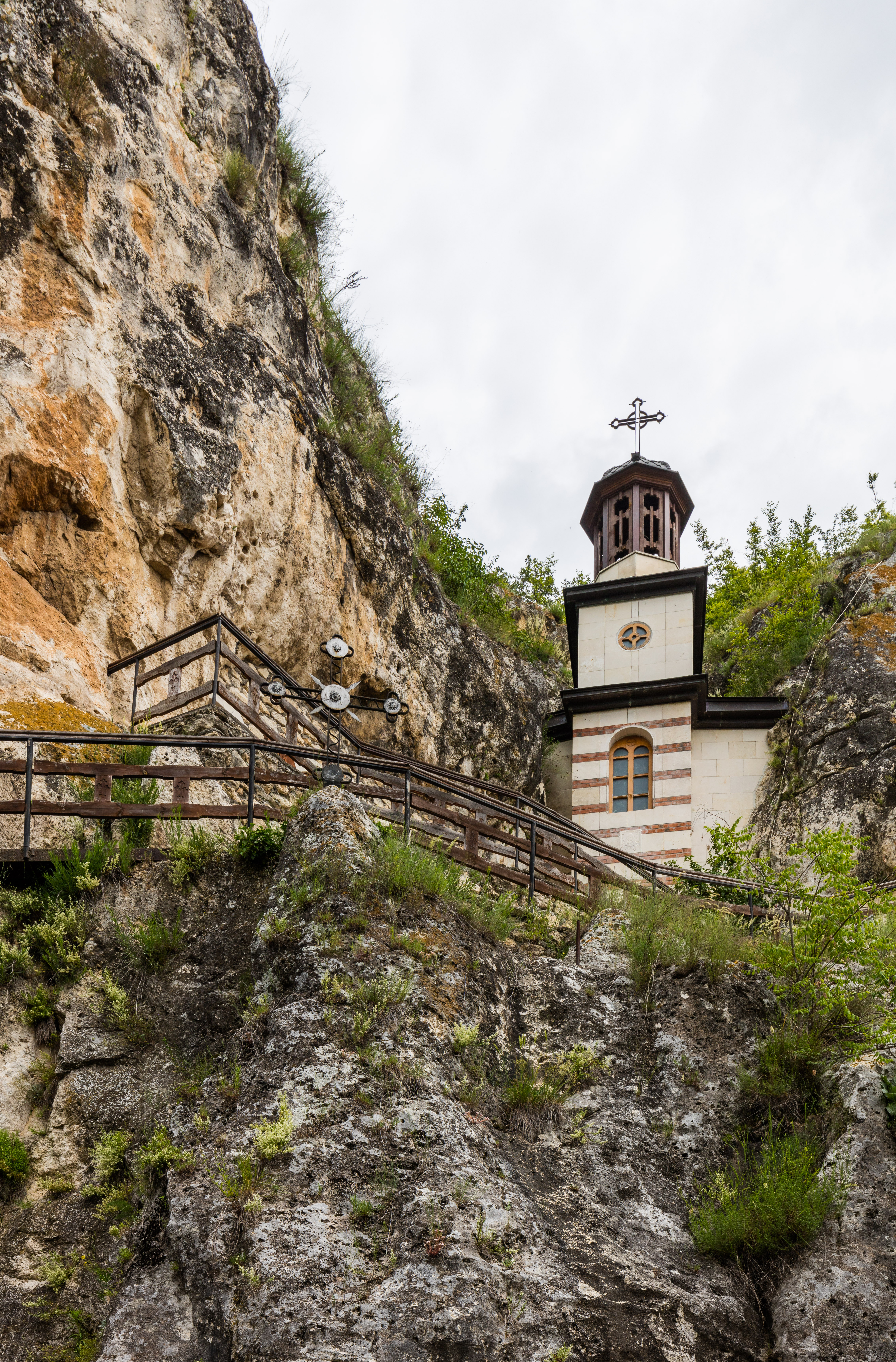
Een klooster bij Basarabovo

De gemeente Roese bestaat uit 12 nederzettingen: twee steden en twaalf dorpen.
| Plaatsnaam     | Cyrillisch     | Bevolking (2020) |
| -------------- | -------------- | ---------------- |
| Roese          | Русе           | 135.440          |
| Basarabovo     | Басарбово      | 1.462            |
| Bazan          | Бъзън          | 1.184            |
| Tsjervena Voda | Червена вода   | 1.796            |
| Dolno Ablanovo | Долно Абланово | 266              |
| Chotantsa      | Хотанца        | 690              |
| Marten         | Мартен         | 3.809            |
| Nikolovo       | Николово       | 2.944            |
| Novo Selo      | Ново село      | 1.174            |
| Prosena        | Просена        | 592              |
| Sandrovo       | Сандрово       | 1.501            |
| Semerdzjievo   | Семерджиево    | 955              |
| Tetovo         | Тетово         | 1.777            |
| Jastrebovo     | Ястребово      | 243              |
| Totaal         |                | 153.833          |

## Geboren in Roese
- Elias Canetti (1905-1994), schrijver en Nobelprijswinnaar (1981)
- Jacques Canetti (1909-1997), Frans theaterdirecteur en platenbaas; broer van de vorige
- Emil Tabakov (1947), componist, dirigent
- Marietta Petkova (1968), concertpianiste, Lauréate Juventus van de Fondation Claude-Nicolas Ledoux namens de Raad van Europa
- Tanyu Kiryakov (1963), schutter
- Venelina Veneva (1974), atlete
- Veselin Topalov (1975), schaker
- Nikolaj Dimitrov (1987), voetballer
- Silviya Miteva (1986), ritmisch gymnaste

Borovo - Bjala - Vetovo - Dve Mogili - Ivanovo - Roese - Slivo Pole - Tsenovo